# The Mistress of Shenstone
The Mistress of Shenstone è un film muto del 1921 diretto da Henry King.
La sceneggiatura si basa sul romanzo The Mistress of Shenstone di Florence L. Barclay, pubblicato a New York nel 1910.

## Trama
Lady Ingleby, signora di Shenstone Hall, è rimasta vedova. Suo marito è morto in guerra a causa dell'ordine sbagliato di un suo commilitone, ma in nome del responsabile viene tenuto segreto. La notizia della morte di Lord Ingleby viene portata al castello da Sir Derysk che consiglia la vedova di lasciare le sue terre per un periodo di riposo in Cornovaglia.
Nella locanda dove si trova Lady Ingleby, tra gli altri ospiti c'è anche Jim Airth, un giovane che sembra preda di un'oscura angoscia. Un giorno, addormentatasi sulla spiaggia, Lady Ingleby viene sorpresa dalla marea montante e corre il pericolo di annegare. Airth, che passeggia lì vicino, accorre in suo soccorso, salvandola. I due cominciano a frequentarsi e, tra loro, sboccia l'amore. Ma tutto sembra precipitare quando si viene a sapere che la tristezza di Airth è dovuta al fatto che, in guerra, è stato cagione della morte di un suo compagno, Lord Ingleby.
La giovane vedova se ne va via. Ma non riesce a stare lontana molto tempo. Ritornata in Cornovaglia, si reca nuovamente sui luoghi che hanno fatto da sfondo alla sua storia d'amore. Ancora una volta si trova sulla spiaggia, ai piedi della scogliera. Ancora una volta, il mare sta per portarla via. Ancora una volta giunge a salvarla lo stesso uomo. I due, allora, si confessano l'un l'altro che non possono vivere se non insieme.

## Produzione
Il film fu prodotto dalla Robertson-Cole Pictures Corporation

## Distribuzione
Il copyright del film, richiesto dalla Robertson-Cole Pictures, fu registrato il 27 febbraio 1921 con il numero LP16343.
Il film uscì nelle sale cinematografiche degli Stati Uniti il 27 febbraio 1921.
Copia della pellicola viene conservata negli archivi della Filmoteca de Catalunya.